# Adolf Butenandt
Adolf Friedrich Johann Butenandt (Lehe, 24 maart 1903 – München, 18 januari 1995) was een Duits scheikundige die de Nobelprijs voor de Scheikunde in 1939 kreeg voor zijn baanbrekend onderzoek op het gebied van het geslachtshormoon. Hij deelde de Nobelprijs met Lavoslav Ružička. Onder dwang van het naziregime, weigerde hij aanvankelijk zijn prijs, om deze na de Tweede Wereldoorlog in 1949 alsnog te accepteren.

## Biografie
Butenandt werd geboren in Bremerhaven-Lehe als zoon van Otto Louis Max Butenandt, een zakenman uit Hamburg, en Wilhelmina Thomfohrde Butenandt. Hij genoot zijn onderwijs in Bremerhaven en studeerde scheikunde, biologie en natuurkunde aan de universiteiten van Marburg en Göttingen. Hij studeerde af in 1927 aan de Universiteit van Göttingen, waar hij had gestudeerd onder Adolf Windaus.
Van 1927 tot 1930 was hij wetenschappelijk assistent aan het Instituut van Scheikunde te Göttingen en van 1931 tot 1933 was hij privaatdocent aan de faculteit biologische scheikunde en waarnemend hoofd van het laboratorium van organische en anorganische scheikunde. Vervolgens was hij buitengewoon hoogleraar en directeur van het Instituut van Organische Chemie van het Instituut van Technologie in Danzig, een positie die hij bezette tot 1936. Hij was de directeur van het Kaiser Wilhelm Instituut in Berlijn en later professor aan de Eberhard-Karls-Universiteit in Tübingen en aan de Ludwig Maximilians-Universiteit in München.
In 1931 huwde hij Erika von Ziegner en samen kregen ze zeven kinderen, twee zonen (Otfrid en Eckart) en vijf dochters (Ina, Heide, Anke, Imme en Maike). Butenandt overleed na een lang ziekbed op 91-jarige leeftijd te München.

## Werk
Tegelijkertijd met de Amerikaanse biochemicus Edward Doisy ontdekte Butenandt in 1929 het hormoon oestron, dat hij in zuivere, kristallijne vorm wist te isoleren. In 1931 isoleerde hij androsteron, een mannelijk hormoon, en in 1934 progesteron en testosteron. Kort later in 1932 werd uit de urine van zwangere vrouwen oestradiol geïsoleerd. De structuur van deze stoffen, in 1934 bevestigd door Ružička, bleek verwant te zijn aan die van cholesterol. Bij zijn onderzoek naar zowel mannelijk als vrouwelijke geslachtshormonen paste hij microanalytische methoden toe die ontwikkeld waren door de Oostenrijkse scheikundige Fritz Pregl. Zijn werk met geslachtshormonen maakte de ontwikkeling mogelijk van de anticonceptiepil en de creatie van cortison, een synthetische medicatie die gebruikt wordt voor de behandeling van artritis.
Later voerde Butenandt onderzoek uit naar virussen, kanker en insecticiden. Zijn werk naar insecten leidde tot zijn ontdekking in 1959, samen met Beckamnn en Hecker, naar het eerste feromoon bombykol. Deze lokstof wordt geproduceerd door vrouwelijke zijdevlinders en dient om mannetjes aan te trekken.

## Erkenning
Butenandt ontving vele onderscheidingen, waaronder het Grootkruis voor Federale Diensten van West-Duitsland en de Adolf von Harnack-medaille van het Max Planck Gesellschaft. Hij werd benoemd tot Commandeur van de Legioen van Eer in 1969, ontving eredoctoraten van vele universiteiten (München, Graz, Leeds, Madrid en Tübingen) en behield erelidmaatschappen in wetenschappelijke genootschappen over de gehele wereld.
1901: Van 't Hoff ·
1902: E. Fischer ·
1903: Arrhenius ·
1904: Ramsay ·
1905: Baeyer ·
1906: Moissan ·
1907: Buchner ·
1908: Rutherford ·
1909: Ostwald ·
1910: Wallach ·
1911: Curie ·
1912: Grignard, Sabatier ·
1913: Werner ·
1914: Richards ·
1915: Willstätter ·
1918: Haber ·
1920: Nernst ·
1921: Soddy ·
1922: Aston ·
1923: Pregl ·
1925: Zsigmondy ·
1926: Svedberg ·
1927: Wieland ·
1928: Windaus ·
1929: Harden, Euler-Chelpin ·
1930: H. Fischer · 
1931: Bosch, Bergius ·
1932: Langmuir ·
1934: Urey ·
1935: F. Joliot-Curie, I. Joliot-Curie ·
1936: Debye ·
1937: Haworth, Karrer ·
1938: Kuhn ·
1939: Butenandt, Ružička ·
1943: Hevesy · 
1944: Hahn ·
1945: Virtanen ·
1946: Sumner, Northrop, Stanley ·
1947: Robinson · 
1948: Tiselius · 
1949: Giauque ·
1950: Diels, Alder ·
1951: McMillan, Seaborg ·
1952: Martin, Synge ·
1953: Staudinger ·
1954: Pauling ·
1955: Vigneaud ·
1956: Hinshelwood, Semjonov ·
1957: Todd ·
1958: Sanger ·
1959: Heyrovský ·
1960: Libby ·
1961: Calvin ·
1962: Perutz, Kendrew ·
1963: Ziegler, Natta ·
1964: Hodgkin ·
1965: Woodward ·
1966: Mulliken ·
1967: Eigen, Norrish, Porter ·
1968: Onsager ·
1969: Barton, Hassel ·
1970: Leloir ·
1971: Herzberg ·
1972: Anfinsen, Moore, Stein · 
1973: E.O. Fischer, Wilkinson · 
1974: Flory ·
1975: Cornforth, Prelog ·
1976: Lipscomb ·
1977: Prigogine · 
1978: Mitchell ·
1979: Brown, Wittig ·
1980: Berg, Gilbert, Sanger ·
1981: Fukui, Hoffmann ·
1982: Klug ·
1983: Taube ·
1984: Merrifield ·
1985: Hauptman, Karle ·
1986: Herschbach, Lee, Polanyi ·
1987: Cram, Lehn, Pedersen ·
1988: Deisenhofer, Huber, Michel ·
1989: Altman, Cech ·
1990: Corey ·
1991: Ernst ·
1992: Marcus ·
1993: Mullis, Smith ·
1994: Olah ·
1995: Crutzen, Molina, Rowland ·
1996: Curl, Kroto, Smalley ·
1997: Boyer, Walker, Skou ·
1998: Kohn, Pople ·
1999: Zewail ·
2000: Heeger, MacDiarmid, Shirakawa ·
2001: Knowles, Noyori, Sharpless ·
2002: Fenn, Tanaka, Wüthrich ·
2003: Agre, MacKinnon ·
2004: Ciechanover, Hershko, Rose ·
2005: Grubbs, Schrock, Chauvin ·
2006: Kornberg ·
2007: Ertl ·
2008: Shimomura, Chalfie, Tsien ·
2009: Steitz, Yonath, Ramakrishnan ·
2010: Heck, Negishi, Suzuki ·
2011: Shechtman ·
2012: Kobilka, Lefkowitz ·
2013: Karplus, Levitt, Warshel ·
2014: Betzig, Hell, Moerner ·
2015: Lindahl, Modrich, Sancar ·
2016: Sauvage, Stoddart, Feringa ·
2017: Dubochet, Frank, Henderson · 
2018: Arnold, Winter, Smith ·   
2019: Goodenough, Whittingham, Yoshino ·
2020: Charpentier, Doudna ·
2021: List, MacMillan ·
2022: Bertozzi, Meldal, Sharpless ·
2023: Bawendi, Brus, Jekimov ·
2024: Baker, Hassabis, Jumper